# 盆地反轉

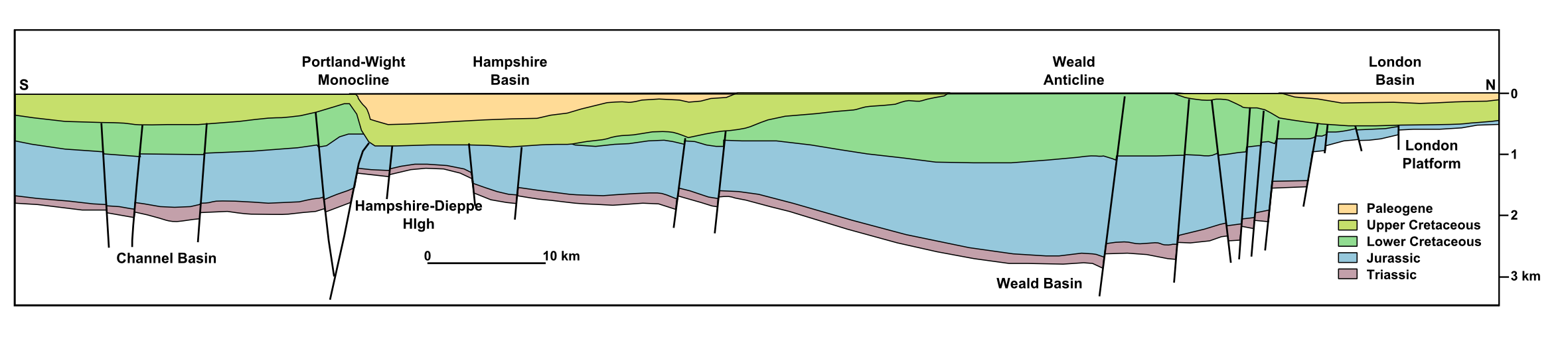
地質剖面示意圖顯示英國南部Weald 盆地的盆地反轉

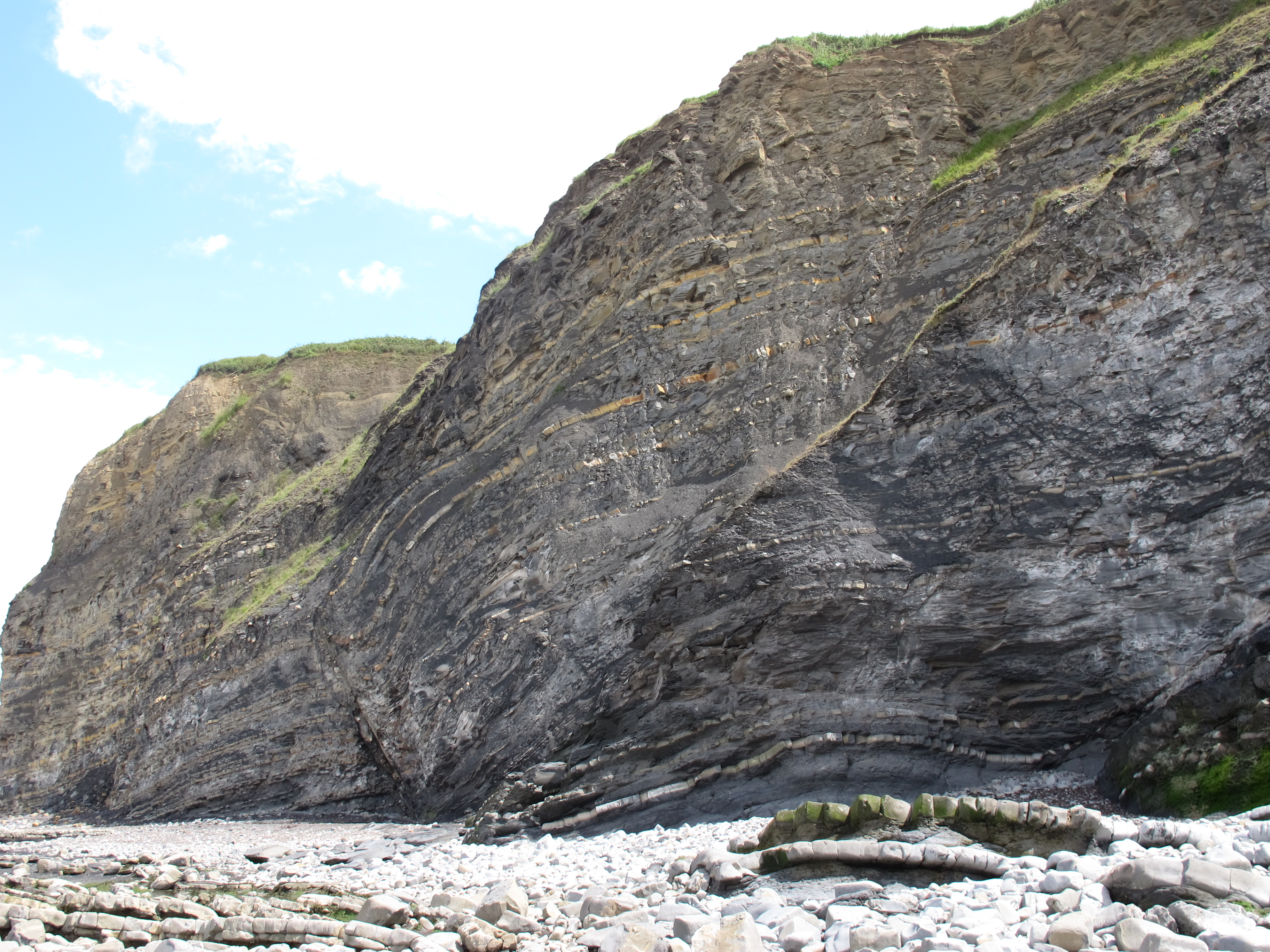
盆地反轉造成早期正斷層下盤有褶皺及逆斷層，地點：Quantocks Head Fault, Kilve西部, Somerset

盆地反轉（英語：basin inversion）是指沈積盆地或類似結構，由於被壓縮而隆起的構造。 這種構造通常不包括伸展斷層的下盤形成的隆起，或由地幔柱引起的隆起。通常盆地中心，因沉積物壓實差異，水深較深，同層沉積物較厚。如果厚層沉積物比薄層高，就指向盆地反轉。 “反轉”只是指相對低的窪區域被抬升，而岩石序列本身通常不會反轉。

## 形成
許多反轉構造是由舊的伸展斷層被重新激活而造成的。 在一些情況下，斷層的重新激活集中在較深部分，而盆地的縮短集中在斷層廣泛的淺部區域內。 現有的斷塊邊界不變。
斷層的重新激活的可能性取決於斷層的傾角。 較低角度的斷層更有利，因為這使剪切應力在平面上更高。 剷型斷層的傾角是向上增加的。可能過於陡峭，只有在深部的斷層能被重新激活

## 多種形成機制
盆地反轉構造被認為是由於以下原因形成的：
1. 由于板塊邊界的變動、而導致板塊內區域性應力模式的變化。
2. 全球性板塊運動導致的板塊內應力模式的變化。例如在泛大陸的碰撞型板塊分佈下，板內應力為區域性壓縮，在板塊分離型板塊分佈下，板內應力變為區域性拉張。盆地反轉通常與陸殼分裂不整合有關，從由裂谷相張力轉變為洋脊相推壓[4]。
3. 在走滑斷層間的拉張菱面地區中，因走滑壓力而造成的正型花狀結構， 是盆地反轉之一種。而走滑張力只能造成的負型花狀結構[5]。
4. 上地殼在走滑斷層帶上會形成旋轉片， 其邊緣通常會遭受複雜交替的伸展和縮短的應力[6]。
5. 在緩慢伸展過程中，地殼與岩石圈的厚度之比逐漸減小，導致整個盆地隆升。
6. 在岩石圈彎曲拱和熱點的隆起地區。
7. 在鹽或泥底闢、滑脫構造、重力滑動等地區，由應力造成的盆地反轉。
8. 由于拉伸上地殼而引起的地殼均衡所導致的負重力異常。

盆地是否能被反轉，是受伸展應力的時間和伸展應變率而定。受伸展和壓縮應力的時間間隔約短，和伸展應變率越高，越有利於盆地反轉。